# Oligophlebia
Oligophlebia là một chi bướm đêm thuộc họ Sesiidae.

## Các loài
- Oligophlebia micra (Gorbunov, 1988)
- Oligophlebia ulmi (Yang & Wang, 1989b)
- Oligophlebia amalleuta  Meyrick, 1910
- Oligophlebia cristata  Le Cerf, 1916b
- Oligophlebia episcopopa (Meyrick, 1926)
- Oligophlebia nigralba  Hampson, 1893
- Oligophlebia subapicalis  Hampson, 1919